# Condado de Nevada (Arkansas)
El condado de Nevada (en inglés: Nevada County), fundado en 1871, es un condado del estado estadounidense de Arkansas. En el año 2000 tenía una población de 9955 habitantes con una densidad poblacional de 6.2 personas por km². La sede del condado es Prescott.

## Geografía
Según la Oficina del Censo, el condado tiene un área total de 1608 km² (620,8 mi²), de la cual 1606 km² (620,1 mi²) es tierra y 2 km² (0,8 mi²) es agua.

### Condados adyacentes
- Condado de Clark (noreste)
- Condado de Ouachita (este)
- Condado de Columbia (sur)
- Condado de Lafayette (suroeste)
- Condado de Hempstead (oeste)
- Condado de Pike (noroeste)

### Ciudades y pueblos
- Bluff City
- Bodcaw
- Cale
- Emmet
- Prescott
- Reader
- Rosston
- Willisville

## Mayores autopistas
- Interestatal 30
- U.S. Highway 67
- U.S. Highway 278
- U.S. Highway 371
- Carretera 4
- Carretera 19
- Carretera 24
- Carretera 32
- Carretera 51
- Carretera 53